# Фінляндські єгері

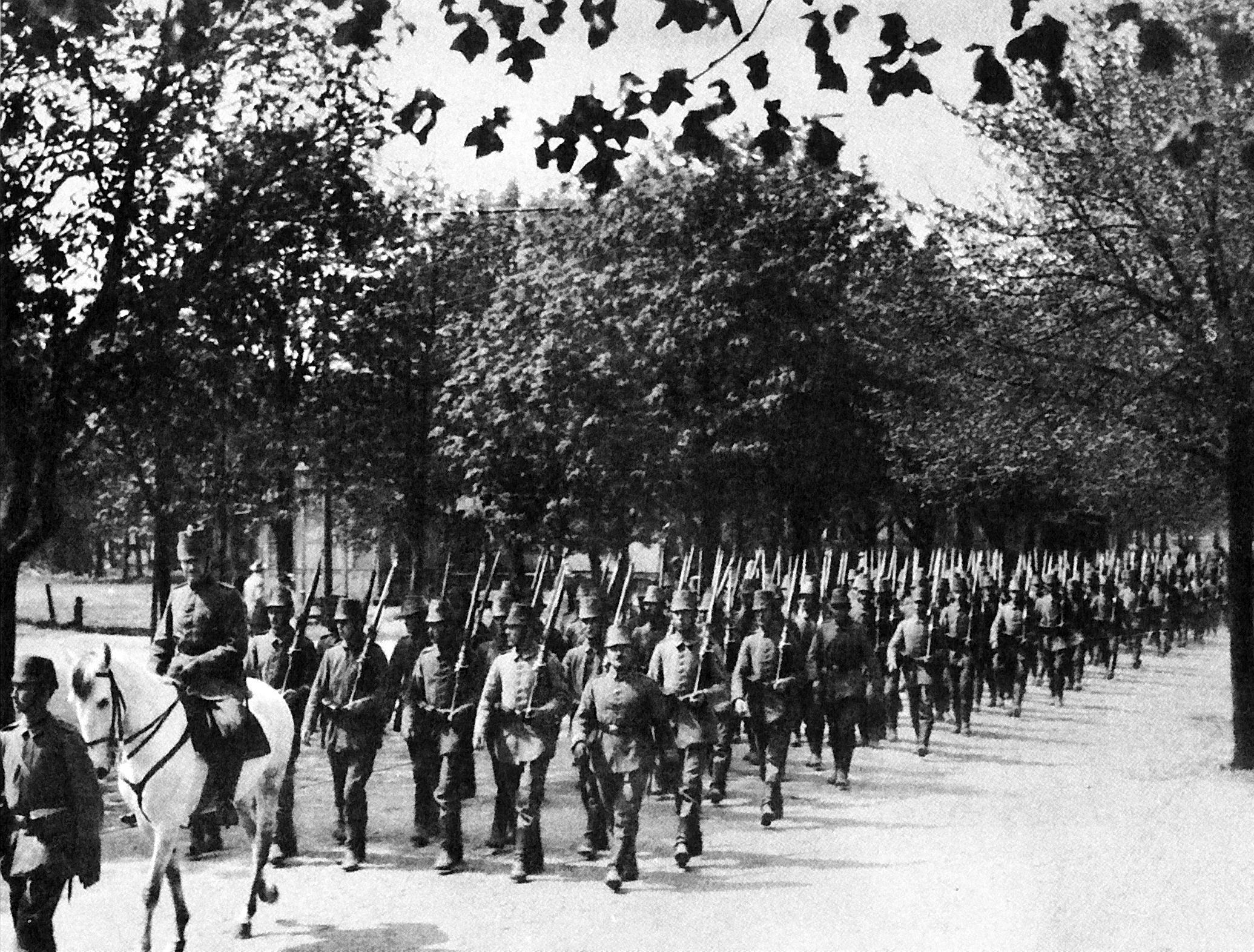
Батальйон єгерів на параді в Лієпаї, літо 1917

Фінляндські єгері, єгерський рух, — члени воєнних формувань фінляндських патріотів у складі імперської німецької армії під час Першої світової війни в 1915—1918 роках (27-й Королівський пруський єгерський батальйон), які взяли згодом участь у Громадянській війні у Фінляндії (1918) і стали основою заново сформованої фінляндської армії.

## Стадії руху
Центральний комітет руху за незалежність вважав формування власної армії обов'язковою умовою створення незалежної країни. Через це окремі студенти почали добровільно вступати до російської армії для отримання військового навчання і досвіду. Потім такі добровольці дизертирували з армії, часто через лінію фронту і вступали в єгері. Пізніше з'явилась можливість отримати військову освіту за кордоном. У січні 1915 року Німеччина оголосила про готовність навчити 200 людей. Групами, таємно, майже 200 молодих хлопців переїхали спочатку до Швеції, а потім у Німецьку школу у Пфадфіндер. Фінів навчали у таборі Локстедт у Шлезвіг-Гольштейні з 25 лютого 1915 року. У вересні 1915 року Німеччина вирішує збільшити кількість студентів до розміру батальйону чисельності 1900 людей. У Фінляндії починається таємне вербування по всій країні. Навесні 1916 року з групи сформували Прусський Королівський батальйон єгерів № 27 під керівництвом майора Максиміліана Байера.
Росія отримала доклади про єгерський рух у вересні 1915 року. З 19-ти затриманих 13 відвезли до Санкт-Петербургу в Дім попереднього утримання. Там були вже 60 інших активістів фінського руху за незалежність, такі як: Віхторі Косола, Артурі Лейнонен, Аарне Сіхво і Кюйості Вілкуна.
Пруський Королівський батальйон єгерів № 27 [Архівовано 1 квітня 2016 у Wayback Machine.] брав участь у бойових діях проти Росії на стороні Німеччини у Балтійському регіоні. В травні 1916 року для отримання бойового досвіду батальйон був відправлений на Ризький фронт, де він брав участь в деяких боях проти російських військ на узбережжі теперішньої Латвії в районі між рікою Міса та Ризькою затокою. У співробітництві з посольством Фінляндії у Латвії у 1997 році був встановлений пам'ятний знак боротьби фінських єгерів на місці, де під час Першої світової війни відбувалися бої. Цей пам'ятний знак споруджено на дюні, на самому березі Ризької затоки біля шосе Слока — Талсі. У Енгурській волості поховані п'ять полеглих у боях фінських солдат. В 2004 році був урочисто відкритий заново (спочатку встановлений у 1929 році) пам'ятник, котрий був зруйнований після включення Латвії у склад СРСР. Проте не всі єгері горіли бажанням воювати з регулярними військами. Справа доходила до частих бунтів проти німецького воєнного керівництва. 87 єгерів було інтерновано до Німеччини і відіслано на роботи в Ессен.
Після того як 4 грудня 1917 року фінський сенат проголосив незалежність, єгері присягнули законному уряду Фінляндії у церкві латвійського міста Лієпая.

### Повернення до Фінляндії
Перші 60 єгерів прибули до Фінляндії восени 1917 року з бажанням битися проти Росії. Але на початку 1918 року ситуація в Фінляндії значно змінилася. Зростання напруги між фінським сенатом і Фінляндською народною радою призвели до початку 27 січня 1918 року у Гельсінкі революційного повстання, в результаті чого у Фінляндії починається громадянська війна, в якій з одного боку боролись організовані з робітників загони Червоної гвардії (червоні), а з другого боку вірні фінському уряду (сенату) сили, названі «білими». По цій причині частина єгерів не повернулася в країну.
Проте, через місяць, 25 лютого 1918 року з Прибалтики повернулась основна частина батальйону фінляндських єгерів, 950 осіб, які воювали там на стороні Німеччини. Вони прибули на північ Фінляндії у Вааса й стали переважно до лав проурядових військ. «Біла» фінська армія, котра, по суті, була всього тільки ополченням і її воєнне застосування було проблематичним, врешті-решт, отримала професійних командирів, вчителів військової справи.
При цьому фінські «білі» бачили ситуацію у Фінляндії як визвольну війну,  в якій тільки й можна було визволити країну з-під влади Росії.

### Розбіжності з Маннергеймом
Не всі єгері були вірні уряду, як зазвичай вважають. За час навчання колектив єгерів став цілісною групою і їм було важливо і в Фінляндії діяти разом. Вільгельм Тхєслєф висловив ідею — створити на основі 27-го батальйону сильну ударну групу. Єгері мали бути хребтом бригади, склад якої поповнився б з білої гвардії. Бригаду мали посилити два піхотних полки, кіннота, батарея польової артилерії і рота розвідки. Головнокомандувач щойно створеної фінляндської армії Маннергейм виступив проти цієї ініціативи. Він побоювався, що б'ючись одною бойовою одиницею, єгері підлягали ризику повної поразки. «…я переконаний в тому, що це приведе до знищення білої армії», сказав він, доповідаючи про загальну ситуацію сенатору Ренвалле.
Виникали і політичні розбіжності між єгерями і урядом. Головною метою сенату у Ваасе було об'єднати країну під одним прапором. Державну владу і незалежність від Росії після перемоги хотіли гарантувати з допомогою сильної власної чи німецької армії, а також можливим поверненням до монархічної форми правління. Помірні єгері і соціалісти, звісно, були проти монархії і німецької інтервенції, особливо на початку війни. Військове командування було також неодностайне щодо цього питання. Виникали аналогічні суперечки між генералом Маннергеймом і командирами фінських єгерів. Добре інформований про поганий стан червоної армії і фінських червоноармійців Маннергейм критично оцінював необхідність німецької допомоги. Фінські єгері, із свого боку, притримувались пронімецької орієнтації.
Маннергейму також не подобались ідеї про німецьку висадку, принаймні до того часу коли фінська армія не візьме Тампере. Манергейм розумів що важливо було показати країні, що свобода не дається з чужих рук, а власна армія повинна сама навести порядок к країні.
За пропозицією Маннергейма у Сейняйокі відбулись переговори з представниками єгерів для того щоб урегулювати усі розбіжності. Організаційні питання майбутньої армії були вирішені. Єгері були проти призначення на офіцерські посади на рівні полків тих офіцерів, які здобули освіту в Росії. Маннергейму заявили, що просто немає реальної альтернативи для створення майбутньої армії, окрім єгерів. Маннергейм у свою чергу підтримав призначення полковником у Фінську армію колишнього командира 27-го батальйону (єгерського батальйону) Едуарда Аусфелда. Та згодом відбулись декілька подій, які вкрай негативно позначились не тільки на іміджі Фінляндії, а стосувались персонально Маннергейма.
Одного разу Маннергейм випадково уник нападу, тоді як було підірвано його штаб-поїзд. Маннергейм випадково не опинився на місці в момент вибуху і замах на вбивство не вдався. В результаті біля поїзду була встановлена сітка-паркан, яку видно на деяких фотографіях.
Дослідник Ларс Вестерлунд припустив, що спроба підірвати штаб-поїзд Маннергейма на станції Сейняйокі має якесь відношення до згаданих розбіжностей. Вестерлунд думає, що за подією ховаються «крайні активісти» і навіть називає конкретні імена: Вільгельм Тхеслеф і Паул фон Геріч. Із іноземних зацікавлених сторін могла бути Німеччина.
За припущенням того ж Ларса Вестерлунда, масовий розстріл російськомовного населення Виборг весною 1918 року був організований фінськими єгерами як провокація, щоб спричинити реакцію Радянської Росії проти Фінляндії Маннергейма і тим самим утвердитись на чолі Фінської армії через допомогу з боку Німеччини. Але це лише одне з припущень.

## Початок і причини зародження руху
На початку 1900-х років політикарусифікації Фінляндії породила хвилі протестів у суспільстві.Автономний статус країни виявився під загрозою.Розпуск власної фінської армії і загроза вступити в російську армію в різних частинах Російської імперії сильно збурило фінське суспільство. На думку активістів беззаконне положення давало право і змогу відповідати на насилля насиллям. Програма активістів була представлена в 1903 році. В наступному, 1904 році, заснована Фінляндська партія активного супротиву. На ранній стадії діянь активістів і наступних єгерів передбачає такі дії, як підпільна купівля зброї, наприклад, рейс корабля Джон Графтон із зброєю і створення в 1906 році загонів самооборони під виглядом спортивного товариства «Союз сили» (фін. фін. Voima-liitto).
Другий період русифікації почався наприкінці 1908 року і тривав до березня 1917 року. Думки про незалежність дотримувались в пресі до 1910 року, коли була закрита газета «Фрамтід Вастайсуус». Навчальні організації університету пішли іншим шляхом. В урочистих розмовах з приводу закінчення університету в квітні 1914 року думка про незалежність була висталена широко, хоча в обережній формі.

## Заснування організації
Не дивно, що з початком Першої світової війни в 1914 році багато людей у Фінляндії все активніше бажали незалежності від Імперії.
Наприкінці 1914 року в Фінляндії було введено воєнний стан у зв'язку з побоюванням вторгнення німців через Фінляндію. Ключеві об'єкти в різних частинах країни починають укріпляти силами найнятих фінів, але під російським керівництвом. Ці роботи призвели до нехватки робочої сили. У 1914 році був опублікований закон про русифікацію. Це остаточно підштовхнуло єгерський рух до активних дій. Згодом відбулися незалежно одні від одних збори, в яких навіть розглядали лінії фронтів. Наприклад, коли Вяйнё Кокко, Юрьё Рууту и Вяйнё Тиири пришли в ресторан «Гардіні», їх впізнали студенти і почали вимагати активних дій.

### Збори в Остроботнії

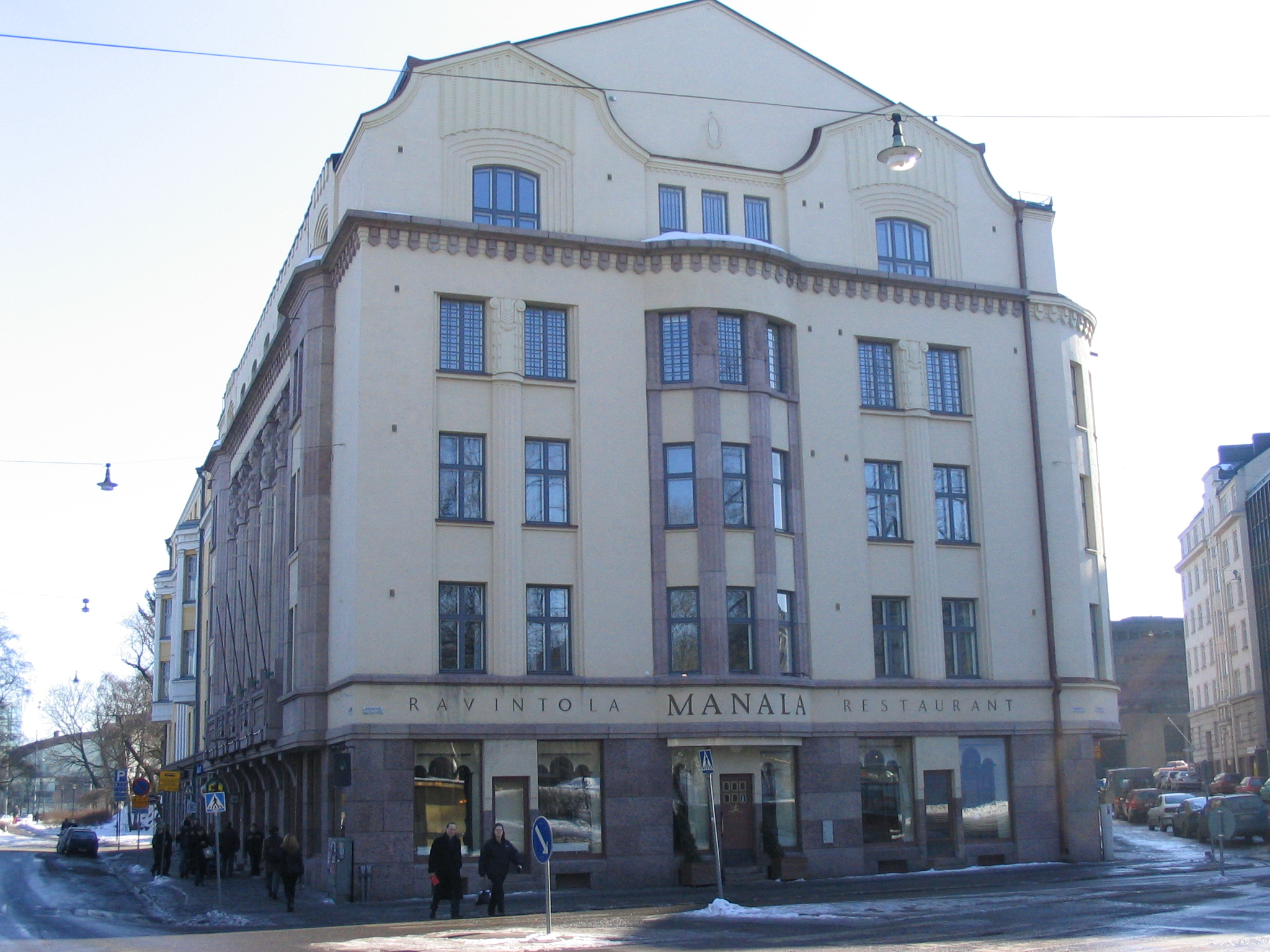
Дом учащихся Остроботния в Хельсинки

20 листопада 1914 року в Домі навчаючись в Гельсінкі на вулиці Тёёлёнкату, будинок 3, (фін. Töölönkatu) відбулись збори.  Из соображений безопасности протокол не вели. Присутствовало около 20 представителей от разных студенческих объединений, в том числе от старейшей университетской организации «Финская Дубина» (фін. Suomalainen Nuija). Збори констатували, що пасивний супротив втратив своє значення і потрібно йти незаконним шляхом,оскільки Росія відхилила закон. Фінляндія повинна розірвати зв'язки з Росією. Коли бесіда зайшла про іноземну допомогу, Вяйнё Кокко — вважав Німеччину найважливішою, навіть єдиною можливістю Фінляндії на здобуття незалежності. Люди, що зібралися, створили тимчасовий центральний комітет організації. Необхідно було зв'язатися з викладачами, старими політиками і представниками соціал-демократів.

## Розбіжності між Єгерями та Манергеймом
Виникали і політичні розбіжності між єгерями та урядом. Головною метою сенату у Ваасе було об'єднати країну під одним прапором. Державну владу і незалежність від Росії після перемоги хотіли гарантувати за допомогою сильної власної чи німецької армії, а також можливим поверненням до монархічної форми правління. Помірні єгері та соціалісти, звісно, були проти монархії і німецької інтервенції, особливо на початку війни. Воєнне командування було також не одностайне щодо цього питання. Виникали аналогічні суперечки між генералом Маннергеймом і командирами фінських єгерів. Добре інформований про поганий стан Червоної армії та фінських червоноармійців Маннергейм критично оцінював необхідність німецької допомоги. Фінські єгері, із свого боку, притримувались пронімецької орієнтації.
Маннергейму також не подобались ідеї про німецьку висадку, принаймні до того часу коли фінська армія не візьме Тампере. Манергейм розумів що важливо було показати країні, що свобода не дається з чужих рук, а власна армія мала власноруч навести порядок у країні.
За пропозицією Маннергейма у Сейняйокі відбулись переговори з представниками єгерів для того щоб урегулювати усі розбіжності. Організаційні питання майбутньої армії були вирішені. Єгері були проти призначення на офіцерські посади на рівні полків тих офіцерів, які здобули освіту в Росії. Маннергейму заявили, що просто не має реальної альтернативи для створення майбутньої армії, окрім єгерів. Маннергейм у свою чергу підтримав призначення полковником у Фінську армію колишнього командира 27 батальйону (єгерського батальйону) Едуарда Аусфелда.
Та згодом відбулись декілька подій які вкрай негативно позначились не тільки на іміджі Фінляндії, а стосувались персонально Маннергейма.
Дослідник Ларс Вестерлунд припустив, що спроба підірвати штаб-поїзд Маннергейма на станції Сейняйокі має якесь відношення до згаданих розбіжностей. Вестерлунд думає, що за подією ховаються «крайні активісти» і навіть називає конкретні імена: Вільгельм Тхеслеф и Паул фон Геріч. Із іноземних зацікавлених сторін могла бути Німеччина.[джерело?]
За припущенням того ж Ларса Вестерлунда, масовий розстріл російськомовного населення Виборгу навесні 1918 року було влаштовано фінськими єгерями як провокація, щоб спричинити реакцію Радянської Росії проти Маннергейма[джерело?]

## Єгері в незалежній Фінляндії
Після громадянської війни основна частина єгерів повернулась до мирного життя. Більшість з них були робітники, невеликі землевласники і підприємці, кожний п'ятий — здобув вищу освіту. Деякі єгері досягли вершин у господарському і культурному житті. Частина залишилась на службі. Деякі переїхали до Радянської Росії. Більша частина єгерів брала участь у Зимовій війні (1939—1940) наступній війні Фінляндії і СРСР (1941—1944).
Всього 49 єгерів-офіцерів отримало генеральський чин, в тому числі Ерік Гейнрікс , Каарло Хейсканен, Тааветті Лаатікайнен, Армас-Эйно Мартола, Аарне Сіхво, Алонзо Сундман, Пааво Талвела, Ейнар Віхма і Вяйне Валве. Вплив єгерів на розвиток фінських збройних сил був дуже сильним аж до 1950-х років. Останній єгер, генерал Вяйньо Валве помер у 1995 році.
Всього в 1915—1918 роках військове навчання в німецькій армії пройшли 1895 добровольців. З них 1261 людина (67 %) брала участь у Громадянській війні. В ній померло 128 єгерів (10 %) і було поранено 238 (19 %). У Зимовій війні брали участь як на фронті, так і в тилу 774 єгері, з яких померло 24 (3 %) і було поранено 19 (2 %). Хрест Маннергейма був вручений 20 єгерям.